# Močenok
Močenok (Hongaars: Mocsonok) is een Slowaakse gemeente in de regio Nitra, en maakt deel uit van het district Šaľa.
Močenok telt 4.442 inwoners.